# Pozsony–Břeclav-vasútvonal
A Pozsony–Břeclav-vasútvonal egy vasútvonal nagyobb részt Szlovákiában, kisebb részt Csehországban, amely Jókúton keresztül köti össze Pozsonyt a morvaországi Břeclavval. A vasútvonal a Drezda és Isztambul közötti IV. páneurópai közlekedési folyosó része. A vasútvonal jelölése 110-es fővonal. Teljes hosszában kétvágányú és villamosított.

## Története
A vasútvonal első szakasza 1848-ban készült el. Ez a Pozsonyt Dévényújfalun át az ausztriai Marchegg-gel és Gänserndorffal összekötő vasútvonal az 1839-ben épített Bécs–Břeclav-vasútvonalhoz csatlakozott. A Pozsony–Břeclav-vasútvonal építése csak 1889–1891 között kezdődött, amikor a Morvavölgyi Vasút megépítette a Dévényújfalu–Szakolca szakaszt. A vasútvonal 1900-ra készült el teljesen, a Jókút–Gázlós–Břeclav szakasz átadásával, benne a Morva folyó hídjával.
Az első világháború után a teljes vonal mentén megkezdődött a második vágány kiépítése. A mai Szlovákia területén elsőként ezt a vasútvonalat villamosították a 25 kV-os villamos vontatás bevezetésével 1967-ben.

## Állomások és megállóhelyek
- Pozsony főpályaudvar – kereszteződés az alábbi vonalakkal: 100 (Pozsony – Marchegg), 120 (Pozsony – Zsolna), 130 (Pozsony – Párkány) és 132 (Pozsony – Hegyeshalom)
- Vöröshíd megállóhely –  kereszteződés az alábbi vonallal: 100 (Pozsony – Marchegg)
- Lamacs vasútállomás –  kereszteződés az alábbi vonallal: 100 (Pozsony – Marchegg)
- Dévényújfalu vasútállomás – kereszteződés az alábbi vonallal: 100 (Pozsony – Marchegg)
- Dévénytó megállóhely
- Zohor vasútállomás – kereszteződés az alábbi vonallal: 113 (Zohor – Magyarfalu)
- Detrekőcsütörtök megállóhely
- Malacka vasútállomás
- Nagylévárd vasútállomás
- Pozsonyzávod megállóhely
- Morvaszentjános megállóhely
- Székelyfalva vasútállomás
- Jókút vasútállomás – kereszteződés az alábbi vonalakkal: 114 (Jókút – Sudoměřice) és 116 (Jókút – Nagyszombat)
- Gázlós
- határátlépés  Szlovákia és  Csehország között
- Lanžhot vasútállomás
- Břeclav vasútállomás

## Galéria

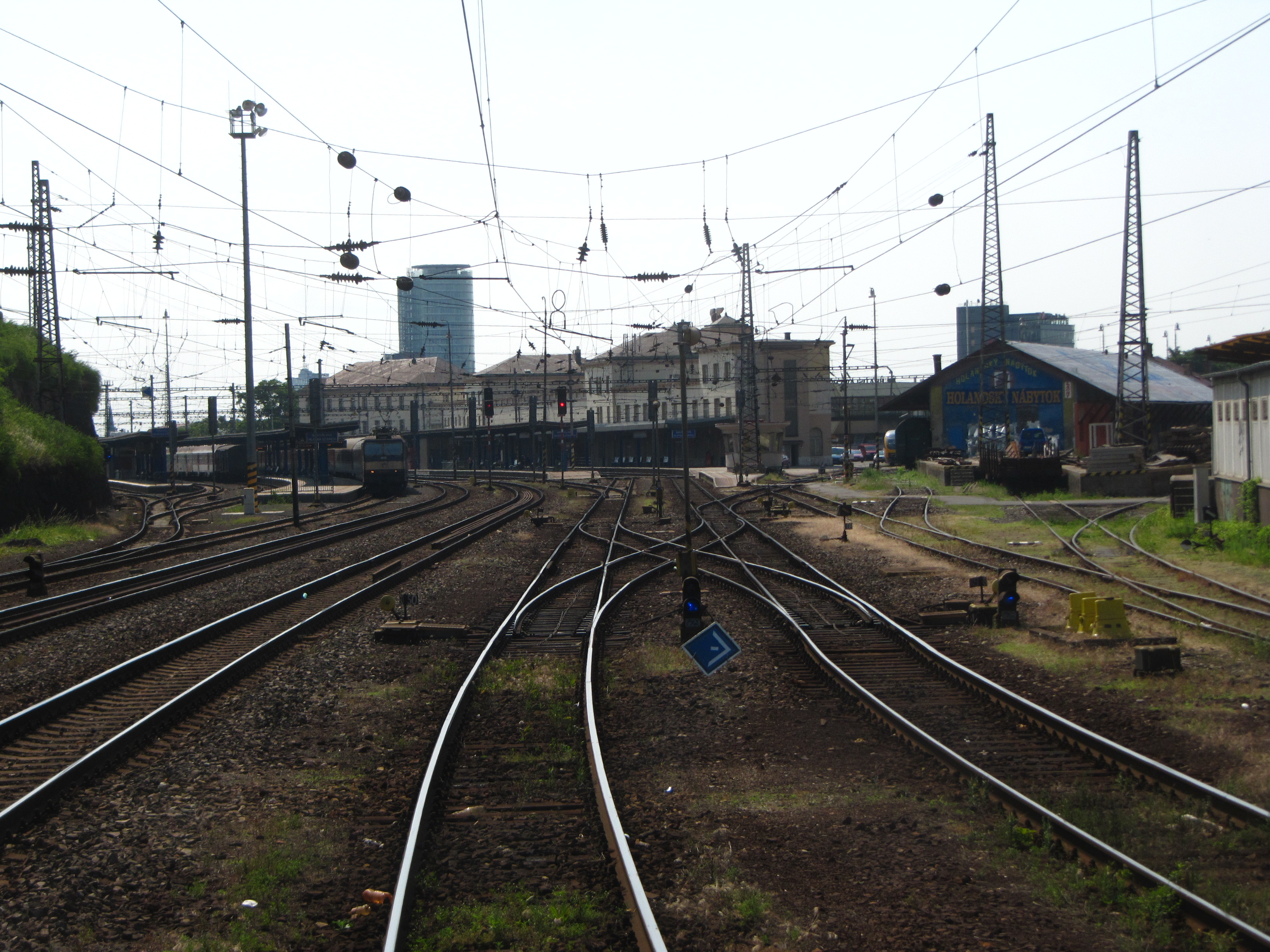
Pozsony vasútállomás
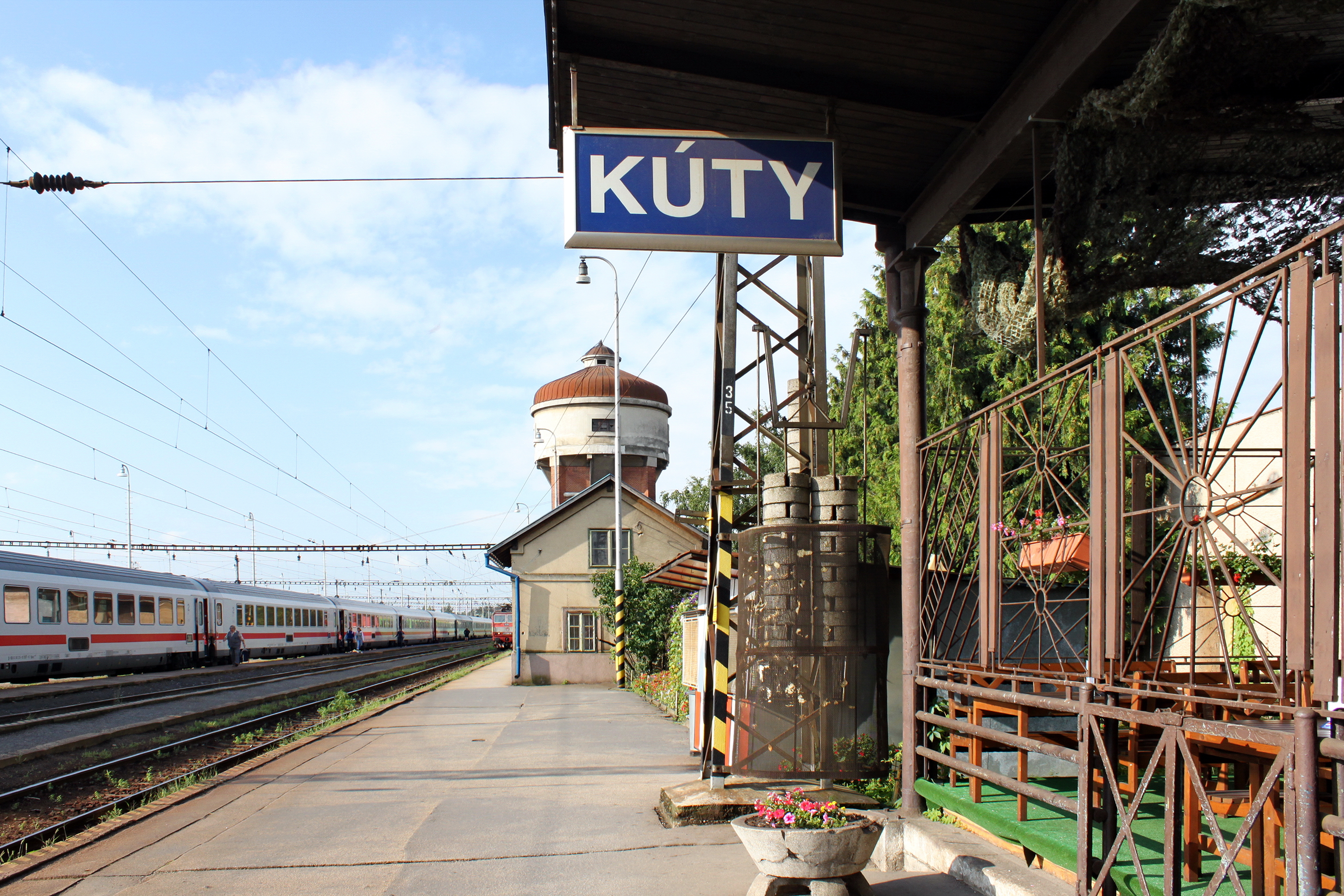
Jókút vasútállomás
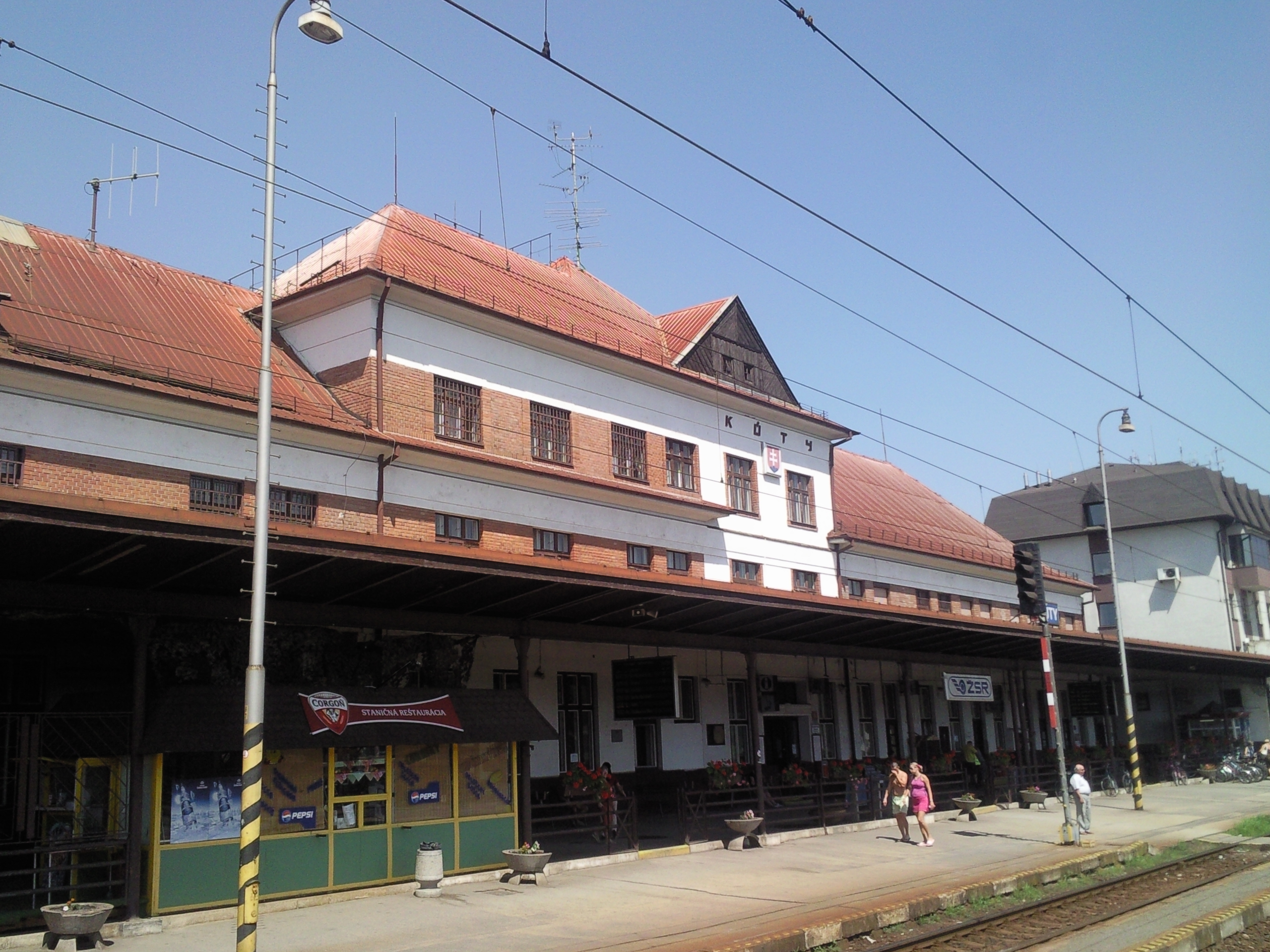
Jókút vasútállomás
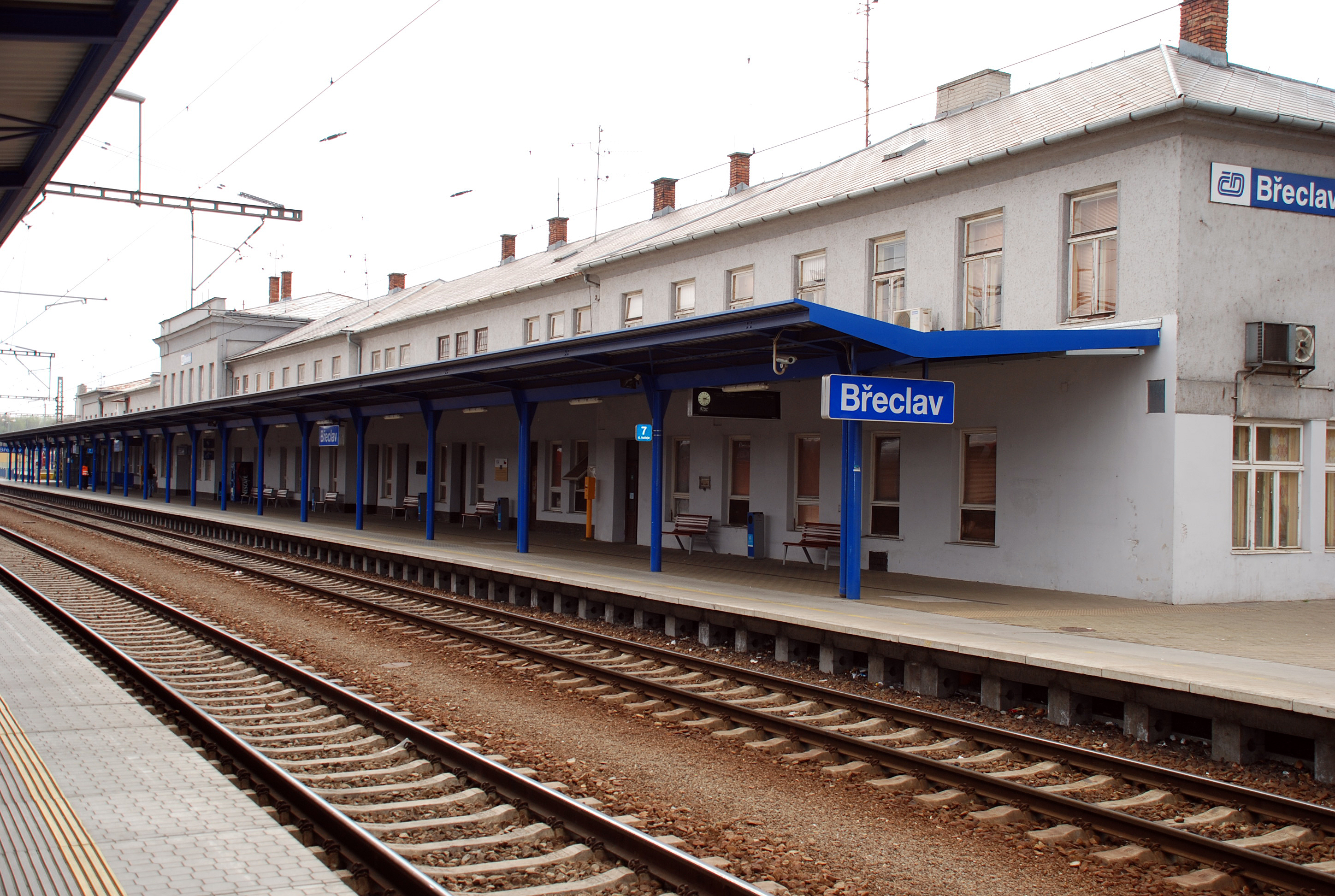
Břeclav vasútállomás

## Lásd még
- Pozsony–Marchegg-vasútvonal

## Fordítás
- Ez a szócikk részben vagy egészben  a(z)   Železničná trať Bratislava – Břeclav című szlovák Wikipédia-szócikk fordításán alapul.  Az eredeti cikk szerkesztőit annak laptörténete sorolja fel. Ez a jelzés csupán a megfogalmazás eredetét és a szerzői jogokat jelzi, nem szolgál a cikkben szereplő információk forrásmegjelöléseként.